# Giuseppe Maria Crespi

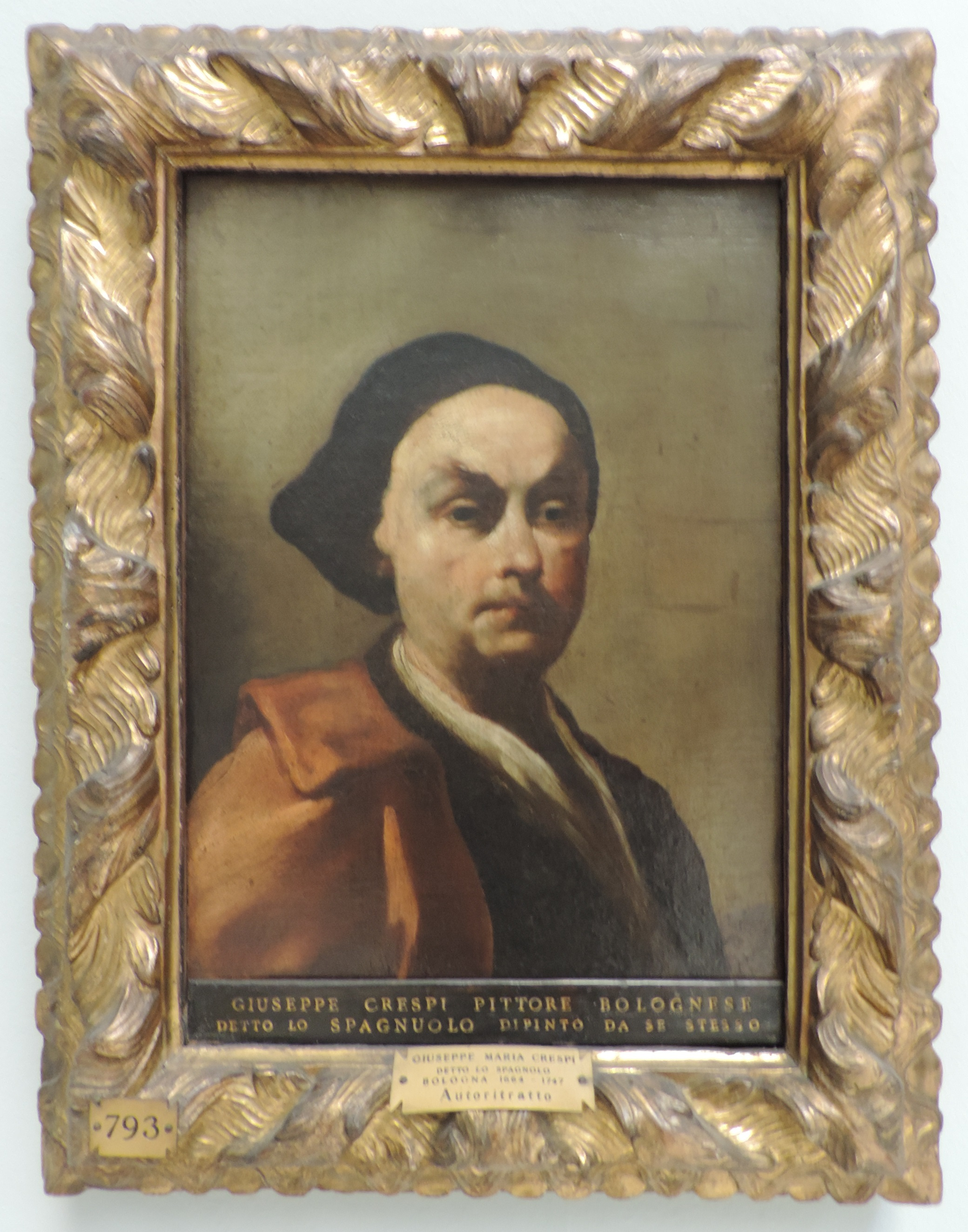
Selbstporträt (zwischen 1725 und 1730)

Giuseppe Maria Crespi, genannt lo Spagnuolo (* 16. März 1665 in Bologna; † 16. Juli 1747 ebenda) war ein italienischer Maler und Radierer.

## Leben
Crespi war zunächst ein Schüler des handwerklichen Malers Angelo Michele Toni (1640–1708) und wurde anschließend durch Domenico Maria Canuti ausgebildet. In dieser Zeit studierte er die Fresken der Carraccischule im Klosterhof von S. Michele in Bosco. Er wurde von seinen Mitschülern wegen seines eleganten Auftretens „der Spanier“ (italienisch lo Spagnuolo) genannt. Dieser Beiname, den er bis zum Lebensende beibehielt, führte des Öfteren zu Verwechslungen mit Giuseppe Ribera, der „lo Spagnoletto“genannt wurde. Unter dem Einfluss Canutis fertigte Crespi seine ersten selbständigen Arbeiten, drunter mehrere Freskofiguren in den anderen Klosterhöfen zu S. Michele in Bosco, Kreuzigungen vieler Märtyrer in Spirito Santo (1684), einen hl. Joseph in S. Bartolommeo und ein Altarbild in der Chiesa della Casa Santa in Loreto. Er wechselte in das Atelier Carlo Cignanis, wo er sich dann durch das Studium des Lodovico Carracci, der berühmtesten Venezianer, Antonio da Correggio, Federico Barocci und nach der Natur weiterbildete. Hier schuf er eine Reihe von Kopien nach Carracci, nach Bildern von Guercino und Barocci. Crespi beobachtete mittels einer Camera obscura nicht nur die Leute auf der Straße, sondern namentlich auch die verschiedenen Spiele und Widerscheine des Lichts aufzufassen suchte. Er lernte durch Vermittlung Giovanni Antonio Burrinis Giovanni Ricci kennen, der ein Förderer seiner künstlerischen Ausbildung wurde.
Ein Zwischenfall mit dem Conte Malvasia führte dazu, dass Crespi Bologna verlassen musste und nach Venedig ging. Nach seiner Rückkehr ging er im Jahr 1691 nach Pistoia, wo er mit dem Quadraturisten Marcantonio Chiarini (1652–1730) die Decke der Kirche S. Francesco di Paola ausmalte. Hauptwerke aus dieser Periode sind sein Chiron lehrt den jungen Achill die Kunst des Bogenschießens und das Gegenstück Aeneas, die Sibylle und Charon, die er im Auftrag des Prinzen Eugen von Savoyen malte und die ins kunsthistorischen Hofmuseum nach Wien kamen. Zu seinen Auftraggebern gehörten zudem Ferdinand von Toskana, an dessen Hof er einige Zeit verbrachte und Kardinal Pietro Ottoboni, für den er 1712 eine Serie der sieben Sakramente fertigte. Sie wurden aus dessen Nachlass um die Mitte des 18. Jahrhunderts für die Dresdner Galerie erworben. Zudem erwarben einige ausländische Fürsten Werke Crespis. Für Ferdinand von Toskana führte er unter anderem burleske Genreszenen aus.
Crespi schuf 20 Illustrationen zu den Geschichten von Bertoldo, Bertoldino e Cacasenno und war auch als Graphiker tätig, so radierte er zwei Auferstehungen Christi, in deren Helldunkelmanier er versuchte Rembrandt nachzuahmen, ein Martyrium des hl. Petrus oder einen Kindermord zu Bethlehem. Mehrere Kompositionen der Carracci führte er gemeinsam mit Lodovico Mattioli. Er fertigte etwa zu gleichen Teilen religiösen Bilder und Altäre und andererseits mythologische Darstellungen und Genreszenen. Zu seinen Schülern gehörten unter anderem seine beiden Söhne Luigi Crespi und Antonio Crespi sowie die Künstler Carlo Rambatdi, Antonio Gionima, Giovanni Sorbi und Giuseppe Giusti. Crespi war mehrfach für den Landgrafen Philipp von Hessen-Darmstadt tätig und wurde 1729 zu dessen Hofmaler ernannt.

## Familie
Crespi war mit Giovanna (geborene Cuppini) verheiratet, mit der er mehrere Kinder hatte, darunter drei Söhne:
- Antonio (-Liborio) Crespi auch Carlo Antonio Crespi (12. Juni 1712–1781), wurde Maler und Kupferstecher.[4]
- Luigi Crespi (1708–2. Juli 1779), der Maler und Schriftsteller wurde.[5]
- Ferdinando (-Alessandro) Crespi (1709–2. November 1754), trat später unter dem Namen Fra Daniele in den Orden der Minoriten ein.[6]

Er starb 1747 in seiner Vaterstadt Bologna und fand dort auch seine letzte Ruhestätte.

## Werke (Auswahl)
Seine Bilder sind voller Seltsamkeiten. So räumte er in heroischen und heiligen Bildern nicht selten Zerrbildern eine Stelle ein, und auch in Schatten und Gewandung verfiel er oft in das Manierierte. Seine Gemälde zeichnen sich durch Leichtigkeit der Komposition, Kraft des Ausdrucks und Lebendigkeit der Bewegung aus. In der Münchner Pinakothek eine trauernde Nonne und im Wiener Belvedere der Kentaur Chiron zu sehen.
Gemälde
- Bücherregale
- Würfel-Spieler
- Kirmes
- Hecuba blendet Polymnestor
- Kardinal Prospero Lambertini
- Lautenspielerin
- Flohsucher
- Selbstporträt

Andere Bildnisse

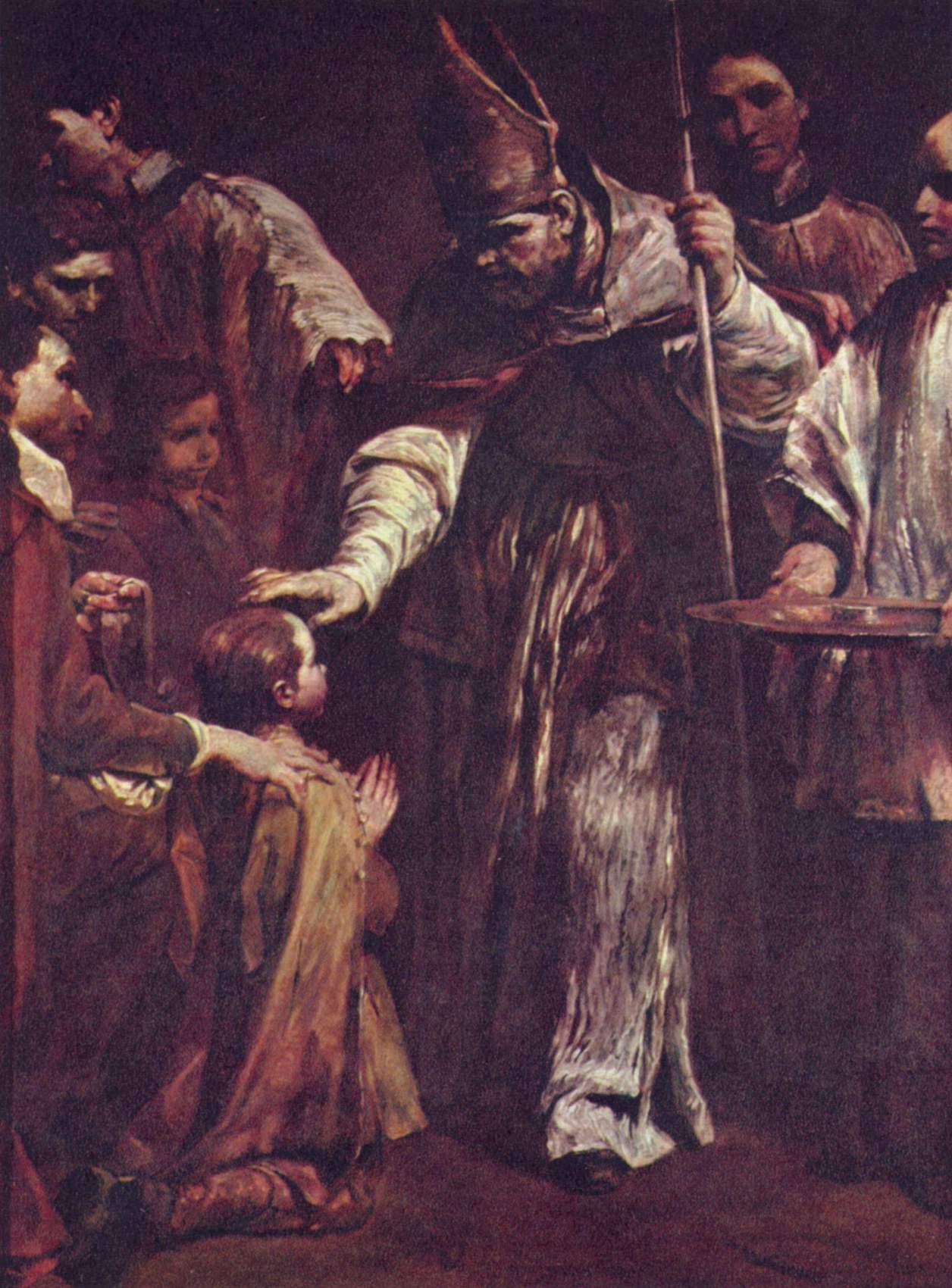
Die Firmung (um 1712)

- Das Gastmahl im Haus des Pharisäers, 1685–1690, Leinwand, 188 × 248 cm, Art Institute of Chicago.
- Jüngling mit einer Laute, um 1700, Nischni Nowgorod, Staatliche Kunstmuseum
- Achill und der Kentaur Chiron, um 1700–1705, Leinwand, 125 × 123 cm. Wien, Kunsthistorisches Museum.
- Äneas, die Sibylle und Charon, um 1700–1705, Leinwand, 129 × 127 cm. Wien, Kunsthistorisches Museum.
- Bethlehemitischer Kindesmord, 1706, Leinwand, 133 × 189 cm. Florenz, Galleria degli Uffizi.
- Blendung Polymnestors durch die Trojanerinnen, um 1700–05, Leinwand, 173 × 184 cm. Brüssel, Musées Royaux des Beaux-Arts.
- Amor und Psyche, um 1707–1709, Leinwand, 214 × 133 cm. Florenz, Galleria degli Uffizi.
- Bauernfamilie, um 1710, Leinwand, 57 × 57 cm. Budapest, Magyar Szépmüvészeti Múzeum.

## Ausstellungen
- 1990/1991: Giuseppe Maria Crespi – 1665–1747, Staatsgalerie Stuttgart, Katalog.